# Kotayk (Kotayk)
Pour l’article homonyme, voir Kotayk.
Kotayk (en arménien Կոտայք ; jusqu'en 1965 Yeldovan ou Yelkovan) est une communauté rurale du marz de Kotayk, en Arménie. Elle compte 1 792 habitants en 2008.

## Personnalités
- Kniaz Hasanov (1945-), homme politique arménien, y est né.